# Манай (приток Кизака)
Манай — река в России, протекает по Упоровскому району Тюменской области и Мокроусовском районе Курганской области. Устье реки находится в 22 км по правому берегу реки Кизак у с. Щигры. Длина реки составляет 22 км.

## Данные водного реестра
По данным государственного водного реестра России относится к Иртышскому бассейновому округу, водохозяйственный участок реки — Тобол от города Курган до впадения реки Исеть, речной подбассейн реки — Тобол. Речной бассейн реки — Иртыш.
Код объекта в государственном водном реестре — 14010500412111200002517.

## Населённые пункты

### В Упоровском районе Тюменской области
- лет. Масальские выпасы
- Верхнеманай
- Тополевка
- Ниходская
- Нижнеманай
- Сосновка

### В Мокроусовском районе Курганской области
- Пермяковка
- д. Фатежская
- с. Щигры